# Anemone delavayi
Anemone delavayi är en ranunkelväxtart som beskrevs av Adrien René Franchet. Anemone delavayi ingår i släktet sippor, och familjen ranunkelväxter. Utöver nominatformen finns också underarten A. d. oligocarpa.